# جورج مكارتني

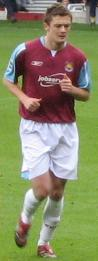
جورج مكارتني

جورج مكارتني (بالإنجليزية: George McCartney)‏، من مواليد 29 ابريل 1981 في بلفاست في إيرلندا الشمالية، لاعب كرة قدم إيرلندي شمالي.
بدأ مسيرته الكروية مع نادي سندرلاند الإنجليزي في عام 1998، ولعب معهم حتى عام 2006، وشارك معهم في 134 مباراة، ومنذ عام 2006 وهو يلعب مع نادي وست هام يونايتد الإنجليزي.
و قد بدأ باللعب مع منتخب إيرلندا الشمالية لكرة القدم في عام 2001، ولعب معهم حتى عام 2006، وشارك معهم في 22 مباراة وسجل هدف واحد.

## مسيرته الكروية
لعب جورج مكارتني خلال مسيرته الاحترافية مع 3 أندية في خمسة عشر موسمًا وسجل خلالها هدفين أثنين ضمن 340 مباراة. ولم يفز بأي موسم بالكأس أو بالدوري.
خاض جورج مكارتني مسيرته مع نادي سندرلاند في موسم 2000–01 في المرة الأولى ليلعب معه ستة مواسم ثم في موسم 2008–09 ولمدة موسمين، مشاركًا طوالها في 175 مباراة ولم يسجل أي هدف. ثم انتقل إلى نادي وست هام يونايتد في موسم 2006–07 في المرة الأولى واستمر معه طيلة ثلاثة مواسم ثم في موسم 2011–12 واستمر معه طيلة ثلاثة مواسم، حيث شارك طوالها في 133 مباراة سجل خلالها هدفين. لينتقل بعدها إلى نادي ليدز يونايتد في موسم 2010–11 لمدة موسم واحد، مشاركًا في 32 مباراة ولم يسجل أي هدف.

## روابط خارجية
- جورج مكارتني على موقع قاعدة بيانات كرة القدم.إي يو (الإنجليزية)
- جورج مكارتني على موقع ناشيونال فوتبول تيمز (الإنجليزية)
- جورج مكارتني على موقع Soccerbase.com (لاعب) (الإنجليزية)
- جورج مكارتني على موقع Soccerway.com (الإنجليزية)
- جورج مكارتني على موقع عالم كرة القدم.نت (الإنجليزية)
- جورج مكارتني على موقع كووورة
- جورج مكارتني على موقع AS.com (الإسبانية)